# Erasmo D'Angelis
Erasmo D'Angelis (Formia, 17 febbraio 1955) è un giornalista e politico italiano.

## Biografia
Nei primi anni '70 è stato tra i partecipanti al Movimento di Animazione Cristiana (MAC) di Formia, fondato da Salvatore Gentile. Laureatosi in Psicologia, ha lavorato come giornalista presso media quali RAI ed Il manifesto. Attivo in Legambiente, ha organizzato la rassegna "Ecolavoro". È stato promotore dei due Raduni internazionali degli Angeli del Fango (1996 e 2006).
In occasione delle elezioni regionali in Toscana del 2000, si candida nel listino bloccato "Toscana Democratica", in quota I Democratici di Arturo Parisi, della mozione dell'assessore alla salute uscente Claudio Martini, venendo eletto in consiglio regionale della Toscana.
Nel 2002 aderisce alla Margherita di Francesco Rutelli, una lista elettorale che divenne un partito raccogliendo I Democratici, Rinnovamento Italiano di Lamberto Dini e il Partito Popolare Italiano, dove alle regionali toscane del 2005 viene riconfermato nella circoscrizione di Firenze con la lista Uniti nell'Ulivo, diventando poi Presidente della Commissione Ambiente, Infrastrutture e Trasporti in Consiglio regionale, oltre a guidare la Commissione del consiglio regionale toscano che si occupa di Alta Velocità ferroviaria.
Nel 2007 aderisce al Partito Democratico, dove al suo interno è considerato molto vicino a Matteo Renzi, tant'è che quando Renzi diventa sindaco di Firenze, a dicembre 2009 viene nominato presidente di Publiacqua, la società mista pubblico-privata che gestisce il servizio idrico integrato di Firenze, provincia e aree limitrofe. Durante la sua gestione sono ripartiti i lavori per la costruzione del nuovo collettore fognario di Firenze, ma non sono mancate dure polemiche dopo il referendum del 2011 sulla liberalizzazione dei servizi idrici.
In seguito alla nascita del governo di larghe intese guidato da Enrico Letta tra PD, Il Popolo della Libertà, Unione di Centro e Scelta Civica, il 3 maggio 2013 entra a far parte del governo Letta in qualità di sottosegretario di Stato al Ministero delle Infrastrutture e dei Trasporti, affiancando il ministro Maurizio Lupi.
In seguito alla caduta del governo Letta nel febbraio 2014 e alla nascita del Governo Renzi, non è riconfermato nell'esecutivo, che lo vuole a capo della struttura di missione sul dissesto idrogeologico #italiasicura.
Il 30 giugno 2015 viene nominato direttore della nuova edizione del quotidiano l'Unità Tuttavia, a causa della pesante crisi di vendite, dopo un solo anno viene rimosso e sostituito dal vignettista Sergio Staino in affiancamento ad Andrea Romano.
È tra i promotori della Fondazione "Earth and Water Agenda" (EWA), costituita a Firenze il 13 dicembre 2021, di cui ricopre la carica di presidente, che ha lo scopo di «promuovere studi, ricerche e incontri finalizzati alla valorizzazione e alla tutela dell'ambiente».
Ha scritto numerose pubblicazioni su temi come l'ambiente, gli angeli del fango, l'acqua e la tutela del territorio.